# 西尾市立寺津中学校
西尾市立寺津中学校（にしおしりつ てらづちゅうがっこう）は、愛知県西尾市巨海町にある公立中学校。

## 概要
- 西尾市立寺津小学校校区の生徒が通学する[1]。
- 旧・幡豆郡寺津町の中学校であった。
- 校庭の一部は縄文時代晩期の貝塚、枯木宮貝塚があり、1973年に愛知県の史跡に指定されている[2]。

## 沿革
- 1947年（昭和22年）4月 - 寺津町立寺津中学校として開校。
- 1954年（昭和29年）8月10日 - 寺津町が西尾市に編入される。同時に西尾市立寺津中学校に改称する。
- 1965年（昭和40年） - プール（寺津小学校と兼用）が完成する。
- 1972年（昭和47年） - 新屋内運動場が完成する。
- 1973年（昭和48年） - 新プールが完成し、従来のプールは寺津小学校のプールとなる。
- 1978年（昭和53年） - 新校舎（鉄筋コンクリート造）が完成する。
- 1979年（昭和54年） - 校舎を増築する。
- 1988年（昭和63年） - 特別教室が完成する。

## 指定衣料
- 制服は黒の詰襟学生服(男子)、紺のセーラー服(女子)。
- ジャージはエンジ地に白い2本の線があしらわれたもの。
- 体操服のシャツは白地の一部にエンジがあしらわれたもので、現行品は令和4(2022)年度に導入された。

- ハーフパンツはエンジのもの。
- 校舎内での上履きはサンダルで、男子は水色、女子はピンク。
- 体育館履き(バレーシューズ)は、男子は青の、女子は赤の線があしらわれたもの。

## 交通アクセス
- 六万石くるりんバス　寺津矢田線線「田地山住宅」バス停より徒歩約3分。
- ふれんどバス「巨海」バス停より徒歩約8分。

## 周辺施設
- 愛知県立一色高等学校
- 西尾市立寺津小学校　※隣接
- 西尾市立福地中学校
- 西尾市立福地南部小学校
- 西尾市立一色西部小学校
- 寺津保育園
- 寺津漁港

## 関係者

### 卒業生
- 岩瀬仁紀 - 元プロ野球選手[3]